# Gymnostachyum longispicatum
Gymnostachyum longispicatum là một loài thực vật có hoa trong họ Ô rô. Loài này được Merr. mô tả khoa học đầu tiên năm 1920 publ. 1921.